# Hatvani Ede
Hatvani Ede; Eduard Schrank (Csongrád, 1859. január 15. – Budapest, 1927. május 30.) énekes (bariton).

## Életútja
Apja Schrank János (Jechiel), 1848–49-iki honvéd, tanító volt 44 éven át, anyja Reiner Rozália (Záli). Középiskoláit Nagyváradon végezte. 1875. október 15-én, a Népszínháznál lépett színi pályára. Ott működött nyolc évig, 1883-ig, ekkor Evva Lajos kivette a karból és ettől kezdve elsőrendű szerepet játszott. 1883-ban Szegeden Nagy Vincénél baritonista, Nagyváradon öt nyarat töltött. Szerepelt még Kolozsvárt, Pozsonyban, Győrött, Miskolcon, Temesvárt, két nyáron át a Budai Színkörben, két évig Debrecenben, stb. 1908. október 1-én nyugalomba ment. Mindenütt megbecsülést szerzett nevének. A filmművészet terén is elismerték művészetét, ahol főleg mint maszkírozót nagyra becsülték.
Felesége Lévai Berta, operett-énekesnő volt, aki 1871. március 11-én, Balatonfőkajáron született. 1889-ben a Népszínház tagja volt, azután Debrecenbe szerződött és mint kedvelt primadonna több előkelő színpadon tette ismertté nevét. 1890. augusztus 24-én Budán kötöttek házasságot. 25 éves jubileumát 1916. április 14-én ülte meg Kassán. 1921. október 1-én nyugalomba vonult.
Leánya Hatvani Mariska, színésznő (Hamvai Jenőné) volt, aki 1891. május 31-én Budapesten született. Először 1907-ben lépett színpadra. 1951. szeptember 27-én hunyt el Budapesten. Fia Hatvani János, festőművész, tanulmányait a stockholmi akadémián végezte.

## Fontosabb színházi szerepei
- Ottokár (ifj. Johann Strauss: A cigánybáró)
- Kósza Gyurka (Csepreghy F.: A piros bugyelláris)
- Bouville (Jones: A gésák)

## Filmjei
- Csöppség (1919)
- Nősülni tilos (1922)

## Munkái
- Repülőgép, énekes bohózat 3 felvonásban. Bem. 1910. július 29-én, Nagyváradon.
- A jogászkisasszony, ered. operett 3 felvonásban (kéziratban).
- Bózsa Ruzsa, népszínmű, dalokkal 3 felvonásban

## Működési adatai
1883–85: Szeged, Nagyvárad; 1885: Bogyó Alajos; 1886: Mosonyi Károly; 1887: Kolozsvár; 1888: Hatvani Károly; 1889–91: Valentin Lajos; 1892: Somogyi Károly; 1893–95: Veszprémy Jenő; 1895: Pesti I. Lajos; 1896, 1898: Feld Zsigmond; 1897–99: Dobó Sándor; 1899–1901: Relle; 1902–1904: Nádasy; 1904–1906: Zombor (B. Polgár).